# 매화초등학교 덕신분교
매화초등학교 덕신분교는 대한민국 경상북도 울진군 매화면 오산리 931에 있었던 공립 초등학교이다.

## 연혁
- 1940년 10월 8일 덕신공립심상소학교로 개교
- 1941년 4월 1일 덕신공립국민학교로 개칭
- 1945년 3월 25일 제1회 졸업식
- 1993년 3월 8일 병설유치원 개원
- 1996년 3월 1일 덕신초등학교로 개칭
- 1999년 2월 19일 제55회 졸업식(총 2870명)
- 1999년 9월 1일 매화초등학교로 편입
- 2009년 3월 1일 매화초등학교로 통폐합